# Der Tod und der Unglückliche

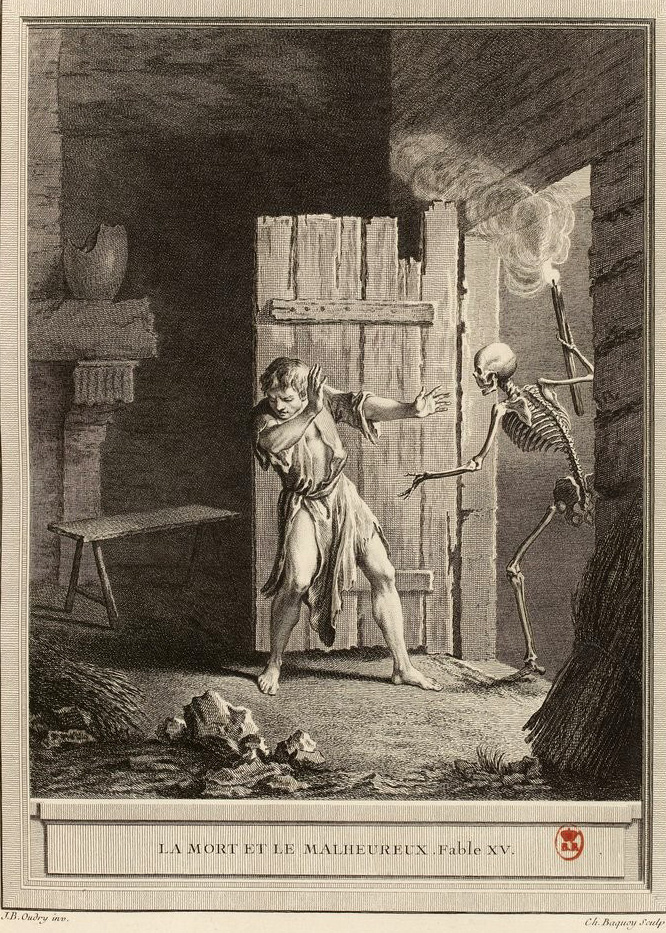
La Mort et le Malheureux

Der Tod und der Unglückliche (französisch La Mort et le Malheureux) ist die 15. Fabel aus dem ersten Buch der Sammlung Fables Choisies, Mises En Vers von Jean de La Fontaine. Die Fabel berichtet mit kalter Ironie von einem unglücklichen Menschen, der mit komischer Erpichtheit den Tod als Erlöser herbeiruft. Als der Tod erscheint, um ihn zu holen, schickt der Unglückliche ihn jedoch mit Schreck und Schauder wieder weg. 
Die Moral dieser Fabel ist: Egal wie verzweifelt man ist, die Todesangst siegt. Hauptsache, man lebt.

## Analyse
La Fontaine bietet eine philosophische Auseinandersetzung mit dem Thema, die im gesamten Gedicht einen unpersönlichen Ton annimmt; anders als in der Fabel Der Tod und der Holzfäller, erfährt man nichts Näheres über die Leiden des Protagonisten. La Mort et le Malheureux weist nur eine geringe Ähnlichkeit mit ihrer Quelle nach Äsop auf: La Fontaine zitiert im Abschluss den epikureischen Hauptcharakter, anstatt wie bei Äsop eine Moral zu liefern – wie eine Notiz La Fontaines erklärt, warum er beide Fabeln nebeneinander stellte.